# Béatrice de Naples
Béatrice de Naples, ou Béatrice d’Aragon (née le 16 novembre 1457 à Capoue - morte le 23 septembre 1508 à Naples) était la fille de Ferdinand Ier de Naples et d'Isabel de Chiaramonte. Elle épousa Matthias Ier de Hongrie et devient ainsi reine de Hongrie.
À la cour de son père, Béatrice avait reçu une excellente éducation. Ses contemporains vantaient sa culture remarquable. Elle fut l’élève de Johannes Tinctoris, compositeur wallon qui lui aurait offert un recueil de ses œuvres à l’occasion de son mariage.

## Matthias Corvin

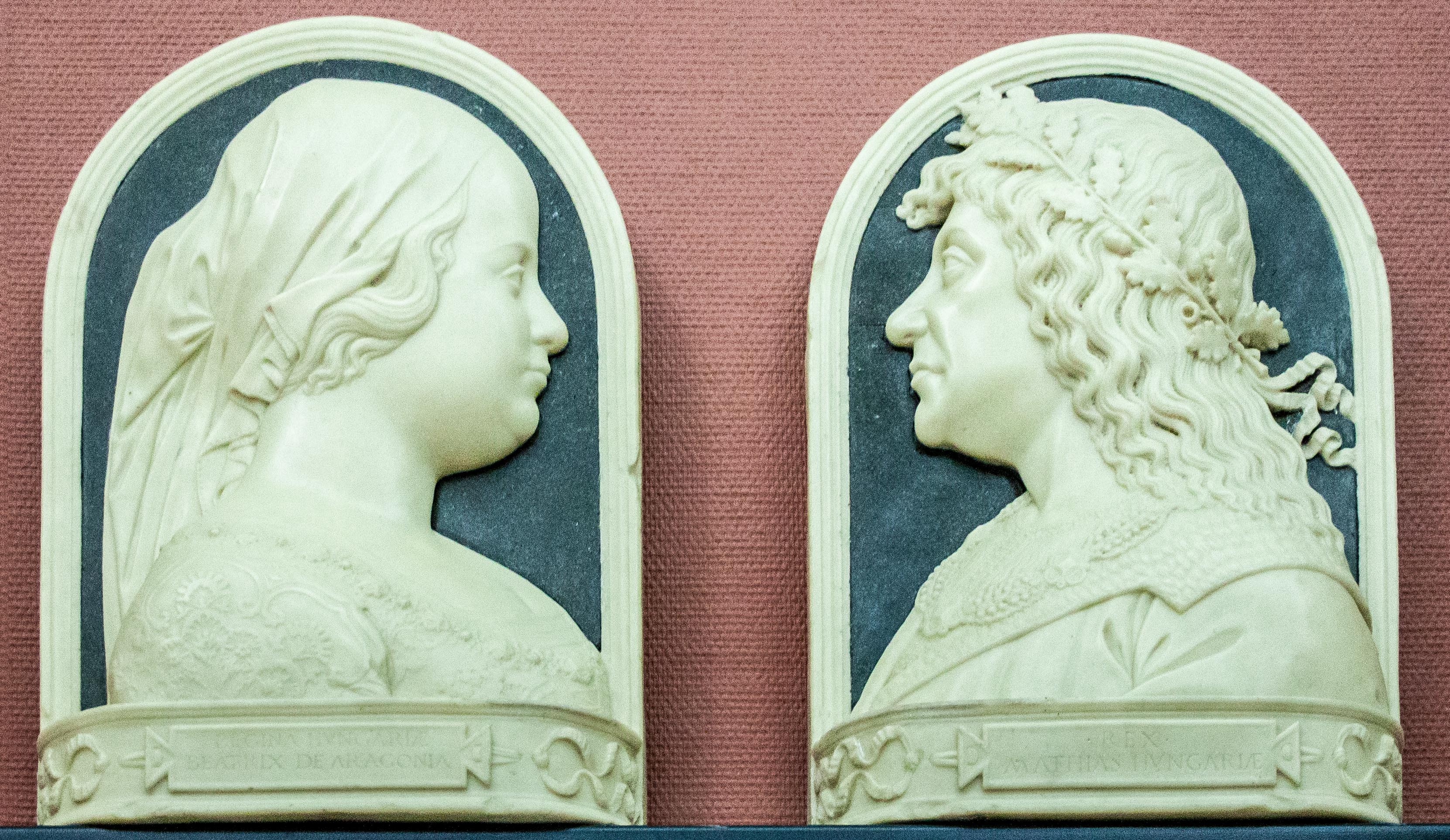
Béatrice de Naples et Mathias Corvin.

Elle épousa en premières noces, dans l'église Matthias de Buda, le 22 décembre 1476, Mathias Corvin, roi de Hongrie. Dix jours plus tard, elle fut couronnée reine de Hongrie. À travers son influence, la Hongrie devint un des foyers actifs de la Renaissance. Durant son règne, elle fut le mécène de nombreux savants et artistes italiens (tels Antonio Bonfini) qu’elle fit venir à Buda. Au-dessus de la ville de Visegrád, fut pour la première fois construit un palais de la Renaissance hors d’Italie, palais qui devint un lieu de résidence prisé par la cour. La bibliothèque Corvina, ici installée, fut une des bibliothèques les plus importantes de son époque, seulement surpassée par les collections du Vatican. N’ayant pas réussi à avoir d’enfant de Béatrice, le roi avait désigné par testament son fils illégitime János Corvin en tant que successeur. Matthias décéda soudainement à Vienne en 1490 et Béatrice entreprit de s’opposer à cette décision afin de conserver son trône.

## Vladislas Jagellon
Avec le soutien de la noblesse hongroise, elle aide Vladislas IV de Bohême, roi de Bohême et fils du roi Casimir IV de Pologne, à accéder au trône en échange d’une promesse de mariage. Vladislas est couronné roi de Hongrie le 21 septembre 1490 à Székesfehérvár. L'union promise est célébrée le 4 octobre suivant à Esztergom devant l’évêque Tamás Bakócz. La reine ne donne pas d'héritier au double royaume de Hongrie-Bohême et Vladislas décide de faire annuler ce mariage, ce qui est finalement fait le 2 avril 1500 par le pape Alexandre VI, sur le prétexte d'un vice de forme intentionnellement commis par l'évêque. Vladislas se remaria avec Anne de Foix.
Béatrice revint à Naples où elle mourut le 23 septembre 1508. Elle fut enterrée en Espagne, dans le Monastère de Poblet.